# Dalima latitans
Dalima latitans är en fjärilsart som beskrevs av W. Warren 1893. Dalima latitans ingår i släktet Dalima och familjen mätare. Inga underarter finns listade i Catalogue of Life.